# Arcisse de Caumont
Arcisse de Caumont (Bayeux, 20 de agosto de 1801 - Caen, 16 de abril de 1873) fue un arqueólogo francés.
Hijo de François de Caumont y Marie-Louise Hue de Mathan, Arcisse de Caumont fundó la Société des antiquaires de Normandie (Sociedad de anticuarios de Normandía) y la Société linnéenne de Normandie en 1823, la Société française d'archéologie (Sociedad francesa de arqueología) en 1833, la Association normande (Asociación normanda) y la Société pour la conservation des monuments (Sociedad para la conservación de monumentos). 
Ante la inquietud por no haber encontrado un suficiente número de miembros para cada una de estas distintas asociaciones, Arcisse de Caumont puso en relación directa a los distintos miembros que las componían para dar la oportunidad a cada uno de ellos de expresar sus opiniones y de desarrollar cada una de sus ideas. Se ocupó también de organizar congresos arqueológicos y congresos científicos que fueron todo un éxito para la época. 
Con ello, Arcisse de Caumont desarrolló un movimiento intelectual que se propagó por toda Francia y que comportó la formación de numerosas sociedades intelectuales o literarias poseedoras de biblioteca, archivos y algunas incluso museo. 
Los trabajos y estudios de Arcisse de Caumont permitieron asentar en Francia el renacimiento del arte gótico sobre bases intelectuales fiables. Sus obras, muy buscadas, le concedieron el honor de entrar a formar parte de la sociedad científica Académie des inscriptions et belles-lettres. 
Arcisse de Caumont compuso más de treinta volúmenes sobre arqueología y contribuyó activamente en la publicación de cerca de doscientos volúmenes de actas y memorias de los congresos de las sociedades de las cuales era el fundador. 
Su obra magna, publicada entre el año 1830 y el 1841, fue Cours d'antiquités monumentales : histoire de l’art dans l’ouest de la France, depuis les temps les plus reculés jusqu’au XVIIe siècle (Curso de antigüedades monumentales: historia del arte en el oeste de Francia, desde los tiempos remotos hasta el siglo XVII) la cual contempla la arquitectura religiosa, civil y militar desde la época galorromana hasta la Edad Media. 
Falleció en el año 1873 y fue enterrado en el cementerio Saint-Jean de Vaucelles, un barrio de Caen. 

## Obra
- Abécédaire ou rudiment d'archéologie,[1] Caen, F. Le Blanc-Hardel, 1869

- Abécédaire héraldique, ou, Notions générales sur le blason, Caen, A. Hardel, 1861

- Archéologie des écoles primaires, Caen, Le Blanc-Hardel, 1868

- Cours d’antiquités monumentales professé à Caen, en 1830, (1re partie : Antiquités celtiques ; 2e partie et 3e partie : Antiquités gallo-romaines ; Architecture religieuse ; 5e partie : Architecture militaire ; 6e partie : État de la peinture, de la calligraphie, de l’orfèvrerie et autres arts à l’époque du moyen âge), Paris, Lange, 1830-41

- Essai sur la topographie géognostique du département du Calvados, Caen, Chalopin, 1828

- Histoire de l'architecture religieuse au Moyen Âge, Paris, Derache, 1841

- Histoire sommaire de l'architecture religieuse, civile et militaire au Moyen Âge, París, Lance, 1836

- Inauguration d'un monument à Dives en mémoire du départ de l'armée de Guillaume-le-Bâtard pour la conquête de l'Angleterre en 1066, Caen, A. Hardel, 1861

- La Vallée de la Dives : statistique ripuaire París, Res Universis, 1853, reprint 1992

- Le beurre d’Isigny à Monaco,[2] Caen, F. Le Blanc-Hardel, 1869

- Le Mur de Laudunum, Caen, [s.n.], 1868

- Mémoire géologique : sur quelques terrains de la Normandie occidentale, Caen, Chalopin Fils, 1825

- Mémoires de la Société linnéenne de Normandie, Paris, Lance, 1829

- Rapport verbal fait à la Société française pour la conservation des monuments dans la séance administrative du 7 déc. 1844, sur quelques antiquités du midi de la France, Caen, [s.n.], 1845

- Statistique monumentale du Calvados,[3] Caen: Le Blanc-Hardel, 1846-67

- Statistiques routières de la Basse-Normandie, París:Derache, 1855.